# Авейль
Авейль (англ. Aweil) — город в Южном Судане, административный центр округа Центральный Авейль и штата Северный Бахр-эль-Газаль.

## Географическое положение
Город расположен на высоте 472 метров над уровнем моря.

## Демография
Население города по годам:
| 1973   | 1983   | 2010   |
| ------ | ------ | ------ |
| 17 773 | 25 714 | 33 537 |